# Ngụy Tương vương
Ngụy Tương vương (chữ Hán: 魏襄王, trị vì: 318 TCN – 296 TCN), hay Ngụy Tương Ai vương, tên thật là Ngụy Tự (魏嗣) hay Ngụy Hách (魏赫), là vị vua thứ tư của nước Ngụy - chư hầu nhà Chu thời Chiến Quốc trong lịch sử Trung Quốc.

## Thụy hiệu và niên đại
Ngụy Tự là con của Ngụy Huệ vương – vua thứ 3 nước Ngụy. Sử sách ghi chép về Ngụy Tương vương còn không thống nhất về thụy hiệu và niên đại.
Theo ghi chép của Sử ký, Ngụy Huệ Thành vương mất năm 335 TCN và Ngụy Tương vương kế nghiệp, tính niên đại từ năm 334 TCN. Ngụy Tương vương mất năm 319 TCN và Ngụy Ai vương (哀王) kế nghiệp cho tới khi mất năm 296 TCN. Tuy nhiên, phần lớn các học giả và các nhà phê bình khác cho rằng Ngụy Ai vương, với tên tuổi không rõ, là không có thật. Dường như Tư Mã Thiên đã gán nửa sau của thời kỳ trị vì của Ngụy Huệ Thành vương (bắt đầu năm 334 TCN, vào thời điểm Ngụy Oanh xưng vương) cho Ngụy Tương vương và bổ sung thêm Ngụy Ai vương vào để lấp chỗ trống cho giai đoạn từ 319 TCN tới 296 TCN. Ngược lại, một số nhà sử học vẫn cho rằng Ngụy Ai vương là có thật. Có ý kiến khác lại cho rằng Ngụy Tương vương và Ngụy Ai vương là một người, với thụy hiệu là Ngụy Tương Ai vương.

## Hợp tung chống Tần lần đầu
Chính sách hợp tung do tướng quốc Công Tôn Diễn khởi xướng đã hình thành từ thời vua cha Ngụy Huệ vương.
Năm 318 TCN, liên quân hợp tung Hàn, Triệu, Ngụy dưới sự kêu gọi của Công Tôn Diễn tấn công nước Tần. Quân 3 nước tiến đến cửa Hàm Cốc thì bị tướng Tần là Thứ trưởng Sư Lý Tật đánh phủ đầu. Vì tổ chức quân 3 nước lỏng lẻo nên không địch nổi quân Tần.
Sang năm 317 TCN, Sư Lý Tật đánh bại quân Hàn, Triệu, Ngụy tại Tu Ngư, hơn 8 vạn quân chư hầu bị giết, tướng Thân Sai bị Tần bắt sống.
Nhân lúc quân Ngụy vừa bại trận, Tề Mẫn vương đánh Ngụy, quân Ngụy bại trận ở Quán Tân. Sau đó quân Ngụy lại bị tướng Tần là Sư Lý Tật đánh bại ở Khúc Ốc.
Năm 315 TCN, tướng Sư Lý Tật đánh chiếm Tiêu Thành của nước Ngụy, cùng lúc quân Tần đánh bại quân Hàn một trận nữa, giết hơn 1 vạn người, chiếm thành Nhạn Môn khiến tướng Hàn bỏ chạy.

## Thân Tần
Sau nhiều thất bại, Ngụy Tương Ai vương buộc phải thần phục nước Tần, kết hòa hiếu. Năm 314 TCN, Ngụy Tương vương hội với Tần Huệ Văn vương tại đất Lâm Tấn. Ông lập con là công tử Chính làm thái tử.
Năm 313 TCN, Ngụy Tương Ai vương tấn công nước Điền Tề rồi cùng nước Tần đánh Yên.
Năm 312 TCN, ông đánh nước Vệ, phá 2 thành. Vệ Tự quân phải thần phục nước Ngụy.
Năm 310 TCN, Ngụy Tương Ai vương họp với vua Tần mới là Tần Vũ vương tại Lâm Tấn. Trương Nghi lại sang nước Ngụy, Ngụy Tương vương trọng dụng, rồi ít lâu sau Nghi ốm chết ở nước Ngụy.
Dù mới hòa hiếu, Tần lại gây chiến với Ngụy, đánh bại quân Ngụy ở Bì Thị năm 308 TCN. Năm 303 TCN, Tần Chiêu Tương vương lại đánh Ngụy, phá quân Ngụy ở Bồ Bản, Dương Tấn và Phong Lăng. Sang năm sau, ông hội với vua Tần ở Lâm Tấn, vua Tần trả lại Bồ Bản cho nước Ngụy.
Năm 301 TCN, Ngụy Tương vương hợp binh với nước Tần đánh Sở.

## Hợp tung chống Tần lần 2
Do sự phát động của quý tộc nước Tề là Mạnh Thường quân Điền Văn vào năm 298 TCN, Ngụy Tương Ai vương cùng nước Hàn hợp tung với Tề đánh Tần. Dưới sự chỉ huy của Mạnh Thường quân, quân 3 nước cùng tiến đến ải Hàm Cốc, thu được thắng lợi.
Sang năm 297 TCN, quân 3 nước lại đánh bại quân Tần lần thứ 2. Đến năm 296 TCN, Mạnh Thường quân lại chỉ huy liên quân đánh tới cửa Hàm Cốc lần thứ 2, chiếm được thành Diêm Thị. Tần Chiêu Tương vương sau nhiều thất bại liên tiếp phải cầu hòa, trả lại đất Phong Lăng cho nước Ngụy và đất Vũ Toại cho nước Hàn.
Cùng năm 296 TCN, Ngụy Tương Ai vương qua đời. Ông ở ngôi 23 năm. Con ông là Ngụy Chính lên nối ngôi, tức là Ngụy Chiêu vương.